# BLU-82
BLU-82/B (англ. bomb live unit 82/B; прозвище «Дэйзи каттер», от англ. Daisy Cutter — косилка маргариток) — американская авиационная бомба. До появления GBU-43 была самым мощным неядерным боеприпасом в мире.
Вопреки сообщениям некоторых СМИ, BLU-82 не является боеприпасом объёмного взрыва. Бомба предназначена для сброса с самолёта MC-130 на высоте не менее 1800 м. Общая масса бомбы — 6800 кг, масса боевой части — 5700 кг. Бомба имеет выносной контактный взрыватель, благодаря чему взрыв происходит в воздухе и почти не оставляет кратера.

## История
Всего было произведено 225 единиц. 
Последняя бомба BLU-82 из арсенала США была сброшена на полигоне Юта 15 июля 2008 года. Производство новых бомб данного типа не планируется, а оставшиеся неактивированные бомбы будут использоваться для обучения пилотов военно-транспортных самолётов или выставляться в музеях.

## Боевое применение
Применялась в инциденте с судном «Маягуэс» (1975).
Во время операции «Буря в пустыне» (Ирак, 1991) пилотами MC-130E «Combat Talon I» 8-й эскадрильи специальных операций (8th Special Operations Squadron) применены 11 изделий BLU-82/Bs.
ВВС США использовали несколько BLU-82 во время войны в Афганистане (2001), для уничтожения бойцов Талибана в пещерах и подземных комплексах на территории Афганистана.